# Diplocephalus toscanaensis
Espèce
Diplocephalus toscanaensis est une espèce d'araignées aranéomorphes de la famille des Linyphiidae.

## Distribution
Cette espèce se rencontre en Italie en Toscane et au Portugal en Algarve,.

## Description
Le mâle holotype mesure 1,15 mm.
Les mâles mesurent de 1,15 à 1,2 mm et la femelle 1,6 mm.

## Étymologie
Son nom d'espèce, composé de toscana et du suffixe latin -ensis, « qui vit dans, qui habite », lui a été donné en référence au lieu de sa découverte, la Toscane.

## Publication originale
- Wunderlich, 2011 : « Extant and fossil spiders (Araneae). » Beiträge zur Araneologie, vol. 6, p. 1-640.